# Chirodactylus
Chirodactylus is een geslacht van straalvinnige vissen uit de familie van morwongs (Cheilodactylidae). Het geslacht is voor het eerst wetenschappelijk beschreven in 1862 door Gill.

## Soorten
- Chirodactylus brachydactylus (Cuvier, 1830)
- Chirodactylus grandis (Günther, 1860)
- Chirodactylus jessicalenorum Smith, 1980